# Red Bull Powertrains
Red Bull Powertrains (RBPT) es una empresa austriaca de desarrollo, fabricación y mantenimiento de unidades motrices de Fórmula 1, propiedad de la empresa Red Bull GmbH. La compañía se formó en 2021 para hacerse cargo de la operación de las unidades motrices de F1 diseñadas y desarrolladas por Honda, a partir de 2022, después de que el fabricante japonés, se retirara de la categoría, al final de 2021. Esta firma opera a partir de impulsores fabricados por Honda desde 2022, asumiendo la responsabilidad de su desarrollo y puesta a punto para cada competencia, liberando al fabricante japonés de dicha función. Si bien Red Bull tomó a su cargo la atención y personalización de los motores, los mismos siguen siendo propiedad intelectual de Honda. Por otra parte y debido al bloqueo reglamentario impuesto por la F1 al desarrollo de motores, Red Bull se encuentra impedido de modificarlos, razón por la cual son presentados como motores "Honda RBPT".

## Historia
En febrero de 2021, Red Bull Advanced Technologies firmó con Honda, un acuerdo de suministro exclusivo de unidades motrices para Fórmula 1, para toda la temporada 2022, una vez que el fabricante de automóviles japonés, dejara la Fórmula 1, al final de la temporada 2021. Las unidades motrices serán compradas y cambiarán de nombre a: Red Bull.
Red Bull Powertrains, suministrará unidades motrices a sus dos equipos, los cuales compiten actualmente en la Fórmula 1, Red Bull Racing y Scuderia AlphaTauri, a partir de la temporada 2022, después de que Honda Racing F1 permitiera a Red Bull utilizar su tecnología, para las unidades motrices.
El 23 de abril de 2021, se anunció la contratación de Ben Hodgkinson como director técnico de Red Bull Powertrains. Con Hodgkinson, el cual ha sido jefe de ingeniería mecánica de las unidades motrices de alto rendimiento Mercedes–AMG, desde 2017 y, habiendo trabajado en la sede del fabricante de automóviles en Brixworth durante 20 años, se convierte en el primer contrato importante para Red Bull Powertrains. El día 6 de mayo de 2021, Red Bull Powertrains anunció la contratación de cinco figuras clave más, de Mercedes, que son: Steve Blewett (quien será el director de producción de las unidades motrices de Red Bull), Omid Mostaghimi (jefe de motores, electrónica y recuperación de energía), Pip Clode (jefe de diseño mecánico para la industria de la recuperación de energía), Anton Mayo (jefe de diseño de unidades motrices de combustión) y Steve Brodie (líder de operaciones de motores de combustión).
Se espera que para el año 2026 se incorpore Ford (General Motors) como colaborador en el sistema híbrido.

## Resultados

### Fórmula 1
(Clave) (negrita indica pole position) (cursiva indica vuelta rápida)

| Año     | Escudería              | Chasis | Motor             | Neu. | N.º | Pilotos        | 1   | 2   | 3   | 4   | 5   | 6   | 7   | 8   | 9   | 10  | 11   | 12  | 13  | 14  | 15  | 16  | 17  | 18  | 19  | 20  | 21  | 22  | Puntos | Pos. |
| ------- | ---------------------- | ------ | ----------------- | ---- | --- | -------------- | --- | --- | --- | --- | --- | --- | --- | --- | --- | --- | ---- | --- | --- | --- | --- | --- | --- | --- | --- | --- | --- | --- | ------ | ---- |
| 2022    | Oracle Red Bull Racing | RB18   | RBPTH001 V6 Turbo | P    |     |                | BHR | ARA | AUS | EMI | MIA | ESP | MON | AZE | CAN | GBR | AUT  | FRA | HUN | BEL | NED | ITA | SIN | JPN | USA | MEX | SÃO | ABU | 759    | 1.º  |
| 2022    | Oracle Red Bull Racing | RB18   | RBPTH001 V6 Turbo | P    | 1   | Max Verstappen | 19† | 1   | Ret | 1   | 1   | 1   | 3   | 1   | 1   | 7   | 21   | 1   | 1   | 1   | 1   | 1   | 7   | 1   | 1   | 1   | 64  | 1   | 759    | 1.º  |
| 2022    | Oracle Red Bull Racing | RB18   | RBPTH001 V6 Turbo | P    | 11  | Sergio Pérez   | 18† | 4   | 2   | 23  | 4   | 2   | 1   | 2   | Ret | 2   | Ret5 | 4   | 5   | 2   | 5   | 6   | 1   | 2   | 4   | 3   | 75  | 3   | 759    | 1.º  |
| 2022    | Scuderia AlphaTauri    | AT03   | RBPTH001 V6 Turbo | P    | 10  | Pierre Gasly   | Ret | 8   | 9   | 12  | Ret | 13  | 11  | 5   | 14  | Ret | 15   | 12  | 12  | 9   | 11  | 8   | 10  | 18  | 14  | 11  | 14  | 14  | 35     | 9.º  |
| 2022    | Scuderia AlphaTauri    | AT03   | RBPTH001 V6 Turbo | P    | 22  | Yuki Tsunoda   | 8   | DNS | 15  | 7   | 12  | 10  | 17  | 13  | Ret | 14  | 16   | Ret | 19  | 13  | Ret | 14  | Ret | 13  | 10  | Ret | 17  | 11  | 35     | 9.º  |
| Fuente: |                        |        |                   |      |     |                |     |     |     |     |     |     |     |     |     |     |      |     |     |     |     |     |     |     |     |     |     |     |        |      |